# 최인호 (강사)
최인호(崔仁虎, 1968년 9월 22일~, 56세)는 현재 메가스터디 소속 대학수학능력시험의 국어 영역 강사이자 작가이다. 